# 蓋奧克恰伊
40°39′11″N 47°44′26″E / 40.65306°N 47.74056°E

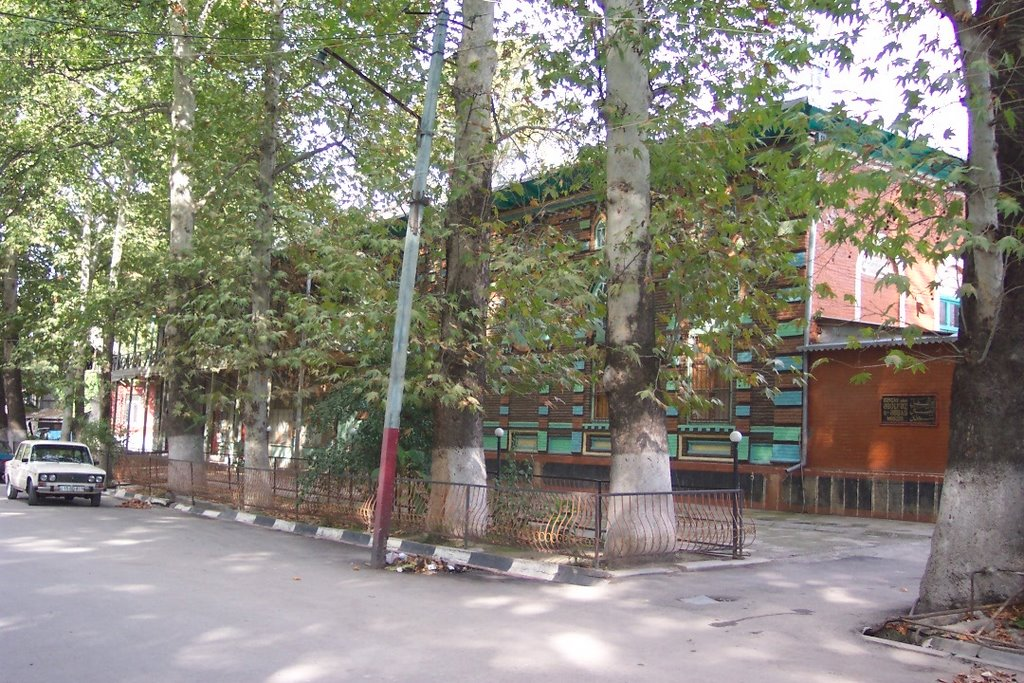
蓋奧克恰伊的清真寺

蓋奧克恰伊是阿塞拜疆的城鎮，也是蓋奧克恰伊區的首府，位於該國中部，面積736平方公里，海拔高度115米，鎮上設有食品加工廠，2010年人口37,280。